# Alia Shawkat
Alia Martine Shawkat (Riverside, 18 de abril de 1989) é uma atriz americana. Ela é mais conhecida por seu papel principal na série de televisão Arrested Development; e por seu papel no filme de comédia de terror The Final Girls.

## Vida pessoal
Alia nasceu em Riverside, Califórnia, filha de Dina (nascida Burke) e o ator Tony Shawkat. Cresceu em Palm Springs. Tem dois irmãos. O ator Paul Burke era o seu avô materno. Seu pai é árabe iraquiano, de Bagdá. Sua mãe é meio-norueguesa, um quarto-irlandesa e um quarto-italiana.
Quando ela não está atuando gosta de pintar; participou de galerias em Los Angeles, Cidade do México e Paris. Também gosta de fazer música e cantar em bares de jazz.

## Prêmios e indicações
| Ano  | Prêmio                    | Categoria | Trabalho             | Resultado |
| ---- | ------------------------- | --- | -------------------- | --------- |
| 2002 | Young Artist Awards       | Best Performance in a TV Comedy Series – Leading Young Actress | State of Grace       | Indicado  |
| 2004 | TV Land Award             | Future Classic compartilhado com Jason Bateman, Will Arnett, Michael Cera, David Cross, Portia de Rossi, Tony Hale, Jessica Walter, Mitchell Hurwitz (produtor executivo) e David Nevins                                                  | Arrested Development | Venceu    |
| 2005 | Young Artist Awards       | Best Performance in a TV Series (Comedy or Drama) – Supporting Young Actress empatada com Christina Schmidt | Arrested Development | Venceu    |
| 2005 | Screen Actors Guild Award | Melhor Elenco de Série de Comédia compartilhado com Jason Bateman, Will Arnett, Michael Cera, David Cross, Portia de Rossi, Tony Hale, Jeffrey Tambor and Jessica Walter                                                                  | Arrested Development | Indicado  |
| 2006 | Screen Actors Guild Award | Melhor Elenco de Série de Comédia compartilhado com Jason Bateman, Will Arnett, Michael Cera, David Cross, Portia de Rossi, Tony Hale, Jeffrey Tambor e Jessica Walter                                                                    | Arrested Development | Indicado  |
| 2014 | Screen Actors Guild Award | Melhor Elenco de Série de Comédia compartilhado com Will Arnett, Jason Bateman, John Beard, Michael Cera, David Cross, Portia de Rossi, Isla Fisher, Tony Hale, Ron Howard, Liza Minnelli, Jeffrey Tambor, Jessica Walter e Henry Winkler | Arrested Development | Indicado  |